# Theodorus Willem van Lidth de Jeude
Theodorus Willem van Lidth de Jeude (Helmond, 1 februari 1853 – Leiden, 29 mei 1937) was een Nederlands zoöloog en herpetoloog. De Nederlandse dierenarts en zoöloog Theodoor Gerard van Lidth de Jeude was zijn oudoom.

## Biografie
Van Lidth de Jeude studeerde aan de Universiteit Utrecht, waar zijn grootvader, T.G. Van Lidth de Jeude, zoölogie en diergeneeskunde doceerde. Theodorus Willem promoveerde in 1882 op een proefschrift over keverlarven. Tussen 1882 en 1884 bestudeerde hij vissen in Napels en in Kralingen (Rotterdam). In 1884 werd hij conservator van lagere gewervelde dieren bij het Rijksmuseum van Natuurlijke Historie in Leiden. Hij trok zich terug van zijn curatorschap in 1923, maar bleef werkzaam bij het museum tot 1931.
Van Lidth de Jeude beschreef veel diersoorten, waaronder 23 soorten reptielen, die ook nu nog worden onderscheiden. Hieronder zijn:
- Crotalus unicolor (een ratelslang)
- Aphaniotis ornata (soort uit het geslacht van de blauwbekagamen)
- Cnemidophorus arubensis (soort uit het geslacht van de renhagedissen)
- Phyllodactylus martini (soort uit het geslacht van de bladvingergekko's)
- Sphenomorphus buettikoferi (soort uit het geslacht van de bosskinken)
- Tropidophorus micropus (soort uit het geslacht van de gekielde skinken)